# Bouhmame
Bouhmame  (in arabo بوحمام‎?) è un centro abitato e comune rurale del Marocco situato nella provincia di Sidi Bennour, regione di Casablanca-Settat. Conta una popolazione di 23 234 abitanti (censimento 2014).